# Deus Ex: Ikarosz-hatás
A Deus Ex: Ikarosz-hatás egy 2011-es cyberpunk-akcióregény, melyet James Swallow írt. A Deus Ex nevű akciójáték-sorozat univerzumában játszódik, egész pontosan annak harmadik, Deus Ex: Human Revolution című epizódjának előzménye. Swallow írta a játék történetét, illetve ezt követően még egy könyvet, Deus Ex: Black Light címmel (magyarul nem jelent meg). Magyarországon a Fumax Kiadó adta ki, 2013-ban.

## Borítószöveg
Vajon többé válik-e az ember a korlátlan testmódosításoktól? Megéri lecserélni szerveinket emberfeletti képességeket biztosító bioaugmentációkra?
2027-ben, a káosz és az összeesküvés között őrlődő világban Anna Kelso, a felfüggesztett titkosügynök és Ben Saxon, zsoldos, a SAS volt tisztjének magánnyomozása akaratukon kívül keresztezi a világtörténelem legerősebb és legveszedelmesebb szervezetének útját. Életveszélyes kutatás kezdődik Moszkvától Londonig, Washingtontól Genfig a minden várakozást felülmúlóan sötét igazság nyomában, amelynek felderítését minden elképzelhető és elképzelhetetlen eszközzel igyekeznek meggátolni a világ valódi urai.

## Cselekmény
|  | Alább a cselekmény részletei következnek! |

A regény címében is szereplő Ikarosz-hatás egy szociológiai elmélet, melyet a műben is megemlítenek. Eszerint az evolúció során egy élőlénycsoportnak mindössze egyetlen tagján jelentkeznek olyan rendkívüli tulajdonságok, melyek az evolúciós felsőbbrendűségét igazolják. Mivel az egyén renegát természete fenyegeti a csoport stabilitását, így a többiek összefognak ellene, s vagy száműzik, vagy megölik. A stabilitás helyreáll, az evolúció szintje pedig belassul egy kezelhetőbb szintre. Az emberiség esetében ez azt jelenti, hogy mint a mondabeli Ikarosz, azok az emberek, akik átlépik a határokat, holtan hullanak alá. Ez az elmélet utalás arra, hogy a játék világában létező globális háttérhatalom, az Illuminati tartja a kezében az emberiség fejlődését, és ha valami nem a terveik szerint alakul, vagy azt látják, hogy elszabadul, azzal kíméletlenül leszámolnak.
A mű két főszereplője Anna Kelso titkosügynök, és a korábbi SAS tiszt, Ben Saxon. A történet során mindketten belekeverednek egy olyan konspirációba, mely mögött egy csoport áll, mely kordában tartja az ember evolúcióját. Anna Kelso egy éppen leszokóban lévő stimulánsfüggő, amit társa, Matt Ryan segítségével tart kordában. A bevezetőben egy találkozó lebonyolítása a feladatuk Jane Skyler szenátor és Garret Dansky között (utóbbi egy nagyvállalat tulajdonosa, mely augmentációs technikát gyárt). Kettejük találkozója is az augmentációkról szólt, ám egy fekete ruhás csapat rajtuk üt. Megölik Matt Ryant és Danskyt, a szenátornőt viszont életben hagyják. Anna megöli az egyik merénylőt, de őt is lelövik – mindazonáltal valamiért őt is életben hagyják.
Eközben Ben Saxon, a brit titkosszolgálattól visszavonulva a szupercsapat zsoldosseregnek, a Belltowernek a tagjaként lép közbe az Ausztráliában tomboló polgárháborúban. Habár a misszió teljesen biztonságosnak ígérkezik, váratlanul dróntámadás éri őket. Saxon egész csapata, beleértve barátját, Sam Duartét is, odavesznek, ő pedig alig tud megmenekülni.
Miután Kelso felépül, hitetlenkedve hallgatja a merénylet hivatalos magyarázatát, miszerint a Vörös Nyíl triád támadása lett volna. Megpróbálja meggyőzni feletteseit arról, hogy Dansky volt a valódi célpont, és amikor főnöke, Ron Temple leállítja a nyomozását, elhatározza, hogy saját kezébe veszi az ügyet. Eközben a sérüléseiből éppen lábadozó Saxont felkeresi Jaron Namir azzal, hogy felkérje, csatlakozzon a Tirannusok nevű elit osztaghoz. Mivel Namir megígéri, hogy segít megtalálni azt, aki az osztaga haláláért felelt, úgy dönt, belép közéjük.
Kelso a roncs USS Intrepid nevű repülőgép-anyahajóra megy, amely New York partjainál vesztegel, és ahol információt tud szerezni a gyilkosokról. Widow, az informátor nem tud sokat mondani, de megnevezi, hogy a Tirannusok állnak az egész mögött. Informálódása során rajtaüt a rendőrség, őt pedig kommandósok hurcolják el kihallgatásra. Ron Temple kihozza őt a börtönből, de csak azzal, hogy "betegszabadságra küldi", azaz felfüggeszti, mégpedig azért, hogy egyes kormányzati figurák (különösen Philip Riley Mead szenátor) ne szaglásszanak körülöttük. Eközben Saxon hónapokig dolgozik együtt a Tirannusokkal, akiket elkezd egyesével megismerni: Jaron Namirt, Lawrence Barrett-et, Jelena Fedorovnát, Günther Hermannt és Scott Hardestyt – utóbbi volt CIA-ügynök, és valamiért utálja Saxont. Szerinte sem Saxon, sem Günther nem elég megbízható, mert tapasztalatlanok. Első küldetése során azt a feladatot kapja, hogy ölje meg Mihail Kontarszkijt Moszkvában. Namir szerint az illető a Juggernaut Kollektíva nevű terrorszervezetnek dolgozik, és komoly felelősség terheli társai halálában. Eljutnak hozzá, az illető pedig egy rejtélyes alakkal, Janusszal beszélget. Janus felteszi a kérdést Saxonnak: vajon tudja, ki az, akinek igazából dolgozik? Mielőtt kivallathatnák Kontarszkijt, Hardesty végez vele. Saxon komolyan elkezd kételkedni, mire a repülőre felszállás közben őt és Hermannt is leütik a többiek.
Eközben Anna Kelsót egy rejtélyes alak hívja telefonon találkozóra, a Humanity Front egyik gyűlésének közelébe. Az illető, D-Bar, egy hacker, aki a Juggernaut Kollektívának dolgozik, elmondja neki, hogy bár a Tirannusok állnak az események mögött, őket a háttérből egy sokkal veszélyesebb és régebbi szervezet irányítja. D-Bar szerint a Tirannusok egy olyan szervezet, amely az Ikarosz-hatást testesíti meg a gyakorlatban. Danskynek azért kellett meghalnia, mert a cége túl nagy ugrást jelentett volna az emberiség fejlődésében. Azt is elmondja, hogy a titkosszolgálatnál egy kettős ügynök van, aki segített a támadásban. Saxon eközben egy szobában ébred Hermannal, ahogy a többi Tirannus őket figyeli. Elmondásuk szerint egyikük nem lojális hozzájuk, ezért most meg kell küzdeniük életre-halálra, hogy bizonyítsák hűségüket. Ben megkaparintja a bedobott fegyvert, de nem hajlandó megölni Hermannt. Namir ekkor elmondja nekik, hogy az egész tesztet csak megrendezték, és ezzel bizonyították hűségüket. Saxon egyre többet tud meg a szervezetről: például hogy Namir egyszerre hidegvérű gyilkos, és boldog családapa. Élvezi a Tirannusokhoz tartozás előnyeit: a hatalmas londoni lakást, ahol Janus ismét felteszi neki a kérdést egy kivetítőn át: vajon tudja, kiknek dolgozik valójában? Jelena Fedorovna meglátogatja őt, és szeretkeznek.
Kelso betör a titkosszolgálat washingtoni központjába, és lementi az esettel kapcsolatos információkat. Innen tudja meg, hogy mindvégig Temple volt a tégla. Tyler és Drake, egykori munkatársai ekkor fogják el. Eközben a Tirannusok Michiganbe érkeznek, ugyanis megbízást kaptak, hogy üssenek rajta a Sarif Industries detroiti üzemén, amely a Typhoon nevű fegyverzetet fejleszti, és öljék meg a kutatás vezetőit is. Azt is elmondják, hogy tartanak a biztonsági szolgálat vezetőjétől, egy bizonyos Adam Jensentől. Saxon, Hermann, és Hardesty az utolsó pillanatban tudják meg, hogy nem vesznek részt a küldetésben, hanem Virginiába mennek. Hardesty ott mondja el, hogy a feladat Ron Temple megölése, és a feladatban nem vesz részt Saxon. Annát a titkosszolgálat pincéjébe hurcolják, ahol Temple személyesen hallgatja ki. Elmondja, hogy ő is kényszer hatására cselekedett (a családjával zsarolták), de most, hogy Anna belekeveredett, deportálni fogják. Szállítása közben balesetet szenvednek, így D-Bar kiszabadítja őt, de mivel nem bízik meg benne teljes mértékben, ezért egy kocsival elhajt a helyszínről.
Anna Kelso megérkezik Ron Temple házához, ahol a Tirannusok már ott vannak, és felrobbantanak egy bombát. Így találkozik Saxonnal, aki nem lövi le őt, hanem hagyja elmenekülni. Hardesty dühös rá emiatt, de végül is mindegy, mert a médiában nekik kedvező módon jelenik meg a merényletkísérlet. A bázison Namir és Barrett kissé nyugtalanok, amikor az ő küldetésük kerül szóba, de máris új feladatot kapnak, és ennek első részeként Jelenának Európába kell utaznia. A merénylettel Annát vádolják, így most már szökevény bűnözőként van nyilvántartva. Egy csomagot kap a Juggernaut Kollektívától, benne egy helyszínnel, ahová várják. Jelena Fedorova rajtaüt, és összecsapnak, ahonnét csak nagyon nehezen tud megmenekülni. Közben Saxon hite végképp megrendül a Tirannusokban, és Janus segítségével megkísérli feltörni Namir számítógépét. Ebből megtudja, hogy a Tirannusok felettesei a felelősek egykori csapatának haláláért, mert őt akarták a csapatukba, de ehhez le kellett számolni a többiekkel, hogy elvágják a kötelékeket. Namir rányit, neki pedig össze kell csapni a csapatával. Mivel nem tehet mást, végül kiugrik a repülőből, és az óceánba zuhan, ahol egy rejtélyes gép veszi fel. Közben Annát elviszi D-Bar a Juggernaut Kollektíva főhadiszállására, ahol találkozik Juan Lebegyevvel, az NSF egyik alapítójával. Lebegyev a tudomására hozza, hogy a Tirannusok felettesei az Illuminati tagjai. Janus meggyőzi arról, hogy az Illuminati áll a lázadások és a világpolitika fordulatai mögött, és most a Tirannusok segítségével kísérelnek meg egy merényletet Genfben, ahol William Taggart, a Humanity Front vezetője fog beszédet tartani. Meg akarják gyilkolni azért, hogy mártírt csináljanak belőle az augmentációellenes emberek számára. Janus bemutatja Saxont: ő mentette meg, s most, hogy megvan a belépési jelszó, mindig követhetik a Tirannusokat. Powell, Kelso, D-Bar, Saxon, és egy négytagú csapat Genfbe mennek. Anna az egyik csapat élén felismeri Günther Hermannban Matt Ryan gyilkosát, és összecsapnak. Végül felülkerekedik, Hermann pedig a folyóba zuhan a bombává alakított autójával, amely felrobban. Saxon közben felfedez egy Icarus nevű titkos helyet, ahol a Tirannusok rejtőznek, és azt, hogy tudtak a jövetelükről, csapdába csalták őket, és felrobbantották Powellt és embereit. Anna szembesül azzal, hogy D-Bar elárulta őket az Illuminatiért, és hogy Namir megzsarolta mindannyiukat: emberek fognak meghalni, mert felrobbantanak egy repülőgépet, hacsak Ben Saxon nem öli meg személyesen Taggartot. Saxon, aki nem akarja, hogy ártatlan emberek haljanak meg, elindul. Végül nem öli meg, hanem a hirtelen felbukkanó Hardestyvel csap össze, akit meg is öl. Janus elárulja ekkor, hogy az Icarus egy hajó, és ott tartják ANnát is fogságban. Annát Barret akarja megkínozni, de elmenekül, majd fedorovnával küzd meg, ismét.
Ekkor érkezik meg Saxon, akivel Namir személyesen csap össze. Jóval erősebb nála, és kis híján meg is öli Saxont, aki az utolsó pillanatban mégis lelövi őt. Megölni mégsem tudja, mert Barret azzal fenyegeti, hogy Namir halála esetén ő megöli Annát. A Tirannusok elmenekülnek, Kelsót és Saxont pedig a lángoló Icaruson hagyják. Még mielőtt a rendőrség kiérkezne, mégis meg tudnak szökni.

Az utolsó fejezetben Lucius DeBeers és Morgan Everett beszélgetnek Párizsban. Mint az Illuminati tagjai, nyugtázzák, hogy a balul sikerült események mégis az ő céljaikat szolgálják. Szóba kerül Bob Page, Everett pártfogoltja, aki kimentette Günther Hermannt, ellátta rengeteg mechanikus augmentációval, és a jelek szerint nagyon hűséges a Majestic 12 iránt, még az Illuminati ellenében is. Miközben szóba kerül számos téma a Deus Ex-játékok univerzumából, később azt is megtudhatjuk, hogy Anna Kelso és Ben Saxon Costa Ricán lábadoznak, ahol az Illuminati nem éri őket utol. Anna attól tart, Janusnak lesz igaza, és hamarosan komoly változások jönnek, melyeket senki nem kerülhet el.
|  | Itt a vége a cselekmény részletezésének! |

A könyv történetét a "Deus Ex: The Fall" című játék folytatja.

## Magyarul
- Deus ex. Ikarosz-hatás; ford. Bayer Antal; Fumax, Bp., 2013